# Carl Crome-Schwiening
Carl Crome-Schwiening (vollständiger Name Carl Georg Heinrich Crome-Schwiening; geboren 13. Februar 1858 in Syke; gestorben 24. oder 25. Juni 1906 in Hannover) war ein deutscher Schriftsteller, Journalist, Redakteur und Dramaturg.

## Leben

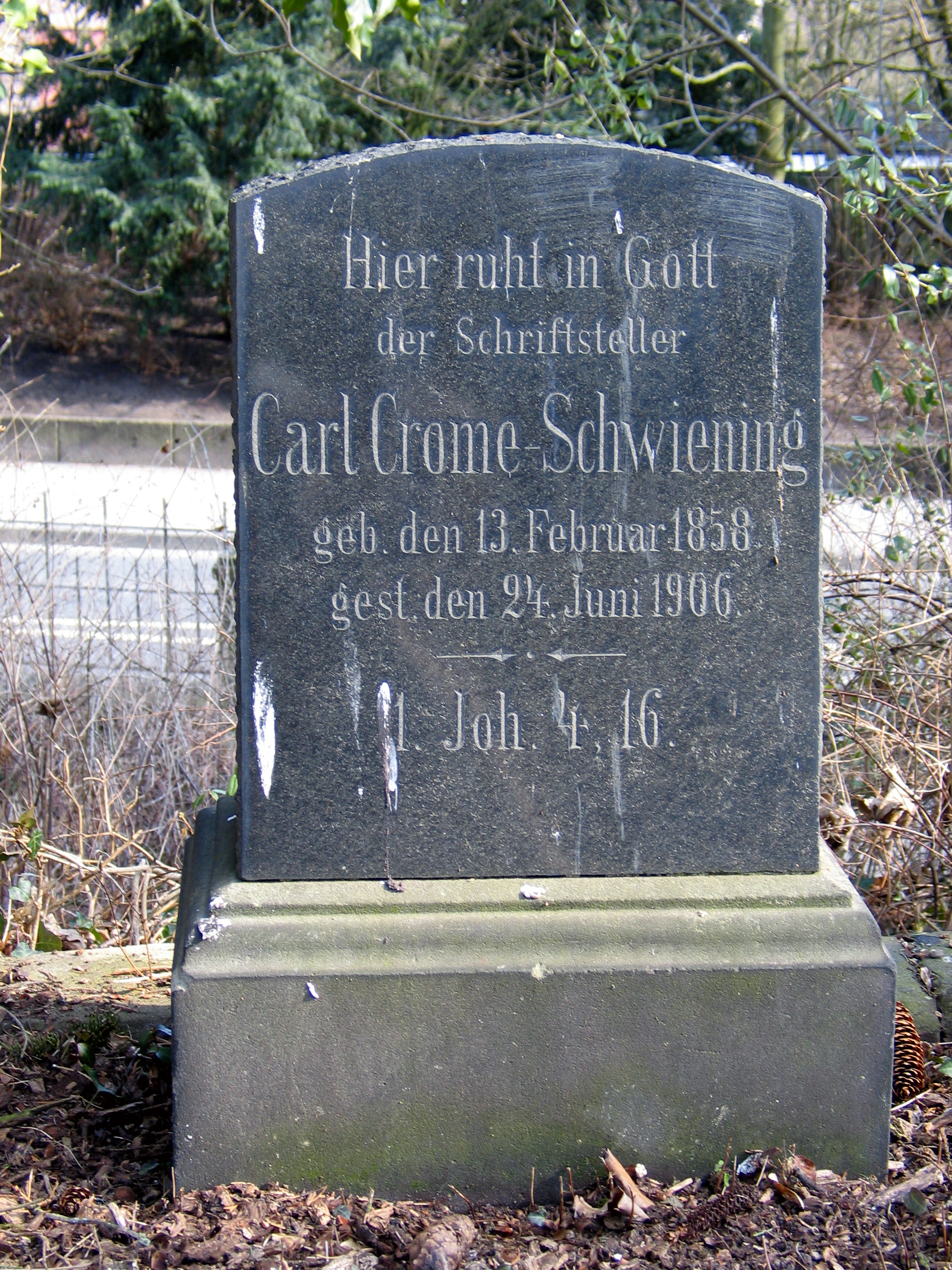
Grabmal des 1906 verstorbenen Schriftstellers auf dem Hehlentorfriedhof (östlicher Teil) in Celle

Carl Crome-Schwiening war der Sohn des Rechtsanwaltes und Notars Friedrich Ernst Wilhelm Crome-Schwiening (1817–1867) in Syke und der Catharina Wilhelmine geb. Dietz (1821–1905) und das jüngste von sechs Kindern des Ehepaares. Er studierte in Berlin sowie Anfang der 1880er Jahre an der Universität Leipzig.
Seine berufliche Laufbahn begann Crome-Schwiening als Journalist und arbeitete zunächst als Redakteur bei verschiedenen Zeitungen. 1887 übernahm er die Aufgaben eines Dramaturgen am Leipziger Stadttheater. Ebenfalls in Leipzig redigierte er die dort erscheinende Zeitschrift Schalk, den Leipziger Kunst- und Theater-Anzeiger sowie die Allgemeine Modezeitung mit Sitz in Leipzig.
1902 siedelte Crome-Schwiening nach Hannover über, wo er in der Nachfolge von Hermann Löns die Chefredaktion des Hannoverschen Anzeigers übernahm.
Carl Crome-Schwiening verfasste eine Vielzahl von Unterhaltungsromanen und Theaterstücken, insbesondere Komödien und Schwänke. Ab 1902 erschien im Hannoverschen Anzeiger sein Fortsetzungsroman Der Fund in der Eilenriede, der 1905 als Buch herauskam und später erneut in der Hannoverschen Allgemeinen Zeitung abgedruckt wurde. Als Motiv dafür nahm der Schriftsteller die Überlieferung von einem in dem hannoverschen Stadtwald aufgefundenen Findelkind, nach dem angeblich die Fundstraße in der Oststadt von Hannover benannt sein soll. Ebenfalls 1905 nahm Crome-Schwiening erneut Bezug auf seine Wahlheimat mit dem Roman Unter dem springenden Pferd. Ein hannoverscher Roman aus dem Kriegsjahr 1866.

## Werke (Auswahl)
- Der Peter von Danzig. Ein Roman aus einer glanzvollen Zeit, Monografie, 5. Auflage, Rosenberg Verlag Hamburg, 1962; Inhaltsverzeichnis
- Heinrich August Platzbecker, Carl Crome-Schwiening: König Lustik. Operette in drei Akten. Text der Gesänge, Leipzig: Schuberth, [1890]; Digitalisat der Bayerischen Staatsbibliothek (BSB)
- Heinrich August Platzbecker, Carl Crome-Schwiening: Jenenser Studenten. Komische Operette in 3 Akten. Text der Gesänge, Leipzig: [1891]; Digitalisat der BSB
- Der Fund in der Eilenriede, Nachdruck, Hannover: Madsack, 1993